# 지금동
지금동(芝錦洞)은 경기도 남양주시 황금산에 있는 법정동이다. 1989년부터 2017년 12월 17일까지 행정동으로 존재하다가, 2017년 12월 18일 다산2동으로 변경되었다.

## 역사

### 지명 유래
- 미금면 지사리, 금교리와 진관면 배양동 각 일부를 합하여 지사리(芝沙里)의 ‘지’와 금교리의 ‘금’ 자를 따서 지금리라 칭했다.
- 미금면 조운리 전부, 도농리, 석실리, 가재동과 금촌면 삼패리 각 일부를 합하여 가재동의 ‘가’와 조운리의 ‘운’ 자를 따서 가운리라고 칭했다.
- 미금면 석실리, 수변리, 석도리 각 일부를 합하여 수변리의 ‘수’와 석실리의 ‘석’ 자를 따서 수석리라 칭했다.[1]

### 연혁
- 1912년 5월 23일: 양주군 미음면이라 칭함
- 1914년 4월 1일: 미음면 3개리와 금촌면 3개리를 통합하여 미금면이라 칭함.
- 1979년 5월 1일: 미금면이 읍으로 승격
- 1980년 4월 1일: 양주군에서 남양주군 미금읍으로 관할구역 변경
- 1989년 1월 1일: 미금시 승격(법률 제4050호)으로 지금리, 가운리, 수석리를 지금동, 가운동, 수석동이라 하고 이를 통합하여 지금동(행정동)이라 칭함.
- 1990년 9월 1일: 지금동 통반을 19개통 119개반으로 분통
- 1995년 1월 1일: 도농복합형 남양주시(법률제4774호) 설치에 따라 남양주시 지금동이라 칭함.
- 1997년 3월 18일: 19개통 119개반에서 105개반으로 조정(시조례251호)[1]
- 2017년 2월 6일: 도농동과 지금동을 관할하는 도농·지금 행정복지센터가 개청하였다.[2]
- 2017년 12월 18일: 가운동을 다산동으로 개칭하고, 도농동, 지금동, 수석동, 일패동, 이패동, 진건읍 배양리의 각 일부를 병합함. 지금동, 가운동, 이패동의 각 일부를 병합하여 지금동으로 함. 법정동 지금동은 다산동 중 황금산 일원을 관할하는 좁은 지역이 됨. 행정동 지금동은 다산2동으로 개칭하여 다산동 중 국도 제6호선 이남 지역을 관할하게 함.[3][4][5]